# Zelosyne olga
Zelosyne olga är en fjärilsart som beskrevs av Edward Meyrick 1915. Zelosyne olga ingår i släktet Zelosyne och familjen stävmalar. Inga underarter finns listade i Catalogue of Life.